# 腰辨頑張れ
『腰辨頑張れ』（こしべんがんばれ）は、1931年（昭和6年）に松竹蒲田撮影所（松竹蒲田）が製作し同年に公開された、成瀬巳喜男監督による日本の短篇劇映画、サイレント映画である。新漢字表記『腰弁頑張れ』。成瀬の監督作としては第8作で、うち現存する中で最古の作品である。

## 解説

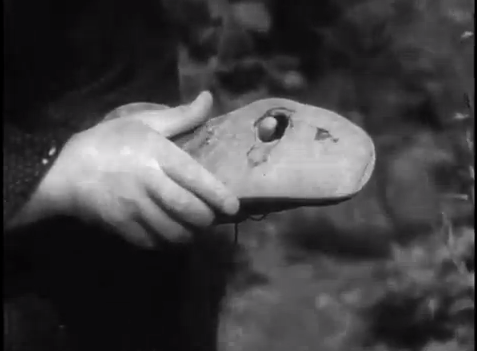
映画冒頭、「腰辨」こと岡部の仕事用の洋靴は穴が開いてしまっている。

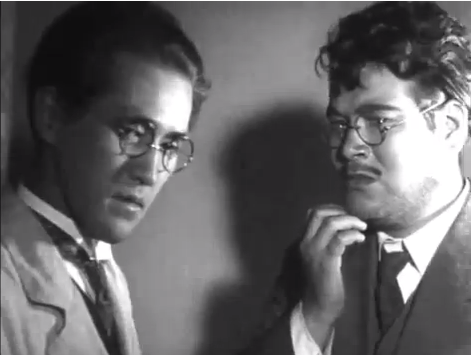
右が山口勇演じる岡部、左は西村青児演じる医師。

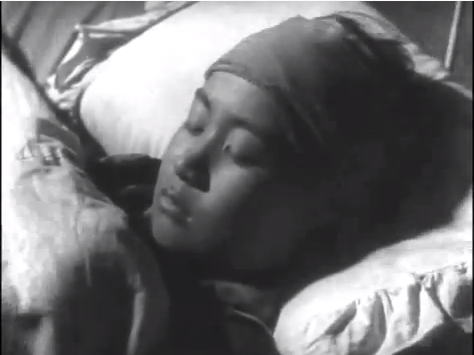
父に叱られて泣いて帰る道で列車事故に遭ってしまう岡部の息子・進（加藤精一）。

1930年（昭和5年）1月21日に公開された喜劇映画『チャンバラ夫婦』で監督に昇進した成瀬にとっての第8作にあたり、松竹蒲田での短編習作時代で最も高く評価された出世作である。1931年8月8日、東京・浅草公園六区の帝国館などで公開された。同時上映は、松竹蒲田の所長だった映画プロデューサー・城戸四郎唯一の監督作で、田中絹代主演の7巻の長篇映画『ルンペンとその娘』であった。
タイトルにある「腰辨」（腰弁）とは、江戸時代に下級武士が袴の腰に弁当を結びつけて出勤していたことに由来する「腰弁当」の略で、小役人や地位の低い勤め人、安サラリーマンを指す語である。本作においては、山口勇が演じる主人公の保険勧誘員・岡部を表している。
体裁としては、松竹蒲田で若手監督に課せられていたナンセンス喜劇の形を取っているが、主人公とその家族の生活や心情に迫ることにより、単なるナンセンス喜劇を突き抜けて、松竹蒲田で小津安二郎が先行していた風刺的な小市民作品の系統を追うものとなった。
技術的側面では、主人公の脳裏にフラッシュバックする息子とのやりとりの場面などで、幾何学的に画面を分割し、過剰なモンタージュが使用されている。撮影は「三浦賞」に名を残す三浦光男が務めている。作品冒頭のクレジットでは「原作・監督 成瀬巳喜男」とされているが、脚本も成瀬が書いている。後に記録映画作家となる秋元憲は、当時、松竹蒲田で劇映画の助監督を務めており、島津保次郎監督の『上陸第一歩』（1932年）、野村芳亭監督の『島の娘』（1933年）のほか、本作も担当している。
2013年（平成25年）1月現在、東京国立近代美術館フィルムセンターは、38分完全尺の35mmフィルム2種および16mmフィルムの合計3種類の上映用ポジプリントを所蔵している。同プリントは、2001年（平成13年）10月13日 - 同月20日、イタリア・サチーレで開かれた第20回ポルデノーネ無声映画祭で上映された。マツダ映画社は、本作を所蔵作品のリストに掲載していない。
ビデオグラムについては、2011年（平成23年）3月22日に米国のクライテリオン・コレクションが、エクリプス・シリーズ第26巻として発売したDVDボックス『サイレント・ナルセ』に収録された。『サイレント・ナルセ』には、ほかに松竹蒲田時代の作品『生さぬ仲』（1932年）、『君と別れて』『夜ごとの夢』（1933年）、『限りなき鋪道』（1934年）が収録されている。

## あらすじ
保険勧誘員の岡部は毎日苦労しながら保険の勧誘に歩き回っている。いたずら盛りの息子・進は近所の子どもたちと喧嘩が絶えず、そのたびに岡部が出ていって、今度は岡部が相手の親と喧嘩になることも度々である。進が戸田家の息子の頭にタンコブを作った際などは、母親から「うちの子にも生命保険をかけておかなくちゃ」と皮肉まで言われる始末。しかし、進がそんないたずらっ子でも、おもちゃの飛行機をねだられると何とかして買ってやりたいと思う岡部である。
ある日、岡部が保険勧誘のため訪れることになった家は、よりによってその戸田家であった。気が進まないながらも行ってみると、戸田家にはライバルの勧誘員・中村がすでに乗り込んでいた。勢い喧嘩になってしまい、危うく二人とも保険加入を断られかけるが、一計を案じた岡部は戸田家の息子のご機嫌取りに回り、なんとか契約にこぎ着けることに成功した。
くたくたに疲れて帰宅した岡部だが、待っていたのは「進が電車に轢かれた」という知らせであった。妻はおろおろして泣くばかり、岡部も可愛い息子の一大事とあって、今までの思い出が眼前に次々と現れていた。
やがて進の容態は持ち直した。夫婦もようやく安堵し、ともに喜びあった。

## 評価・批評
本作は好評を得ることができ、「これからの蒲田喜劇はこうでなくてはならない」と城戸に言われるなど評価も高かった。本作公開の翌週、同年8月15日に公開された小津安二郎監督の『東京の合唱』と並んで「特筆に値する佳作」と『松竹七十年史』にも記されている。池田義臣の下で助監督を務めていた成瀬は、後輩にあたる小津や五所平之助が先に監督に昇進したことに忸怩たるものがあり、かつ昇進初年度の作品は、翌年の本作を含めていずれも「小市民もの」であり、当時、どうしても小津との比較がつきまとっていた。
映画史家の山本喜久男は、本作の冒頭で、底に穴の開いた靴を修理に出すことも新調することも経済的に許されず、新聞紙を詰めて自力で当座の修理をするという貧困の表現について、斎藤寅次郎の喜劇作品との類似を指摘している。

## 作品データ
- 製作：松竹蒲田撮影所
- 上映時間（巻数・メートル）：38分（3巻・784メートル）[5][16]
- フォーマット：白黒映画 - スタンダードサイズ (1.37:1) - 18 fps[5][16] - サイレント映画
- 公開日： 日本 1931年8月8日、 イタリア 2001年10月13日 [16]
- 配給： 松竹キネマ、 ポルデノーネ無声映画祭 [16]
- 初回興行：浅草公園六区・帝国館
- 同時上映：『ルンペンとその娘』（監督城戸四郎、主演田中絹代）

### スタッフ
- 監督・原作：成瀬巳喜男
- 脚本：成瀬巳喜男（ノンクレジット[2][3][4]）[13]
- 撮影：三浦光男
- 助監督：秋元憲（ノンクレジット[2][3][4]）[14]

### 配役
- 山口勇 - 岡部
- 浪花友子 - 妻君
- 加藤精一 - 伜の進
- 明山静江 - 戸田の妻君
- 菅原秀雄 - その子供
- 関時男 - 中村
- 西村青児 - 医者
- 飯島善太郎 - 戸田家の子供
- 葉山正雄 - 戸田家の子供
- 光川京子 - 戸田家の女中